# Газибаре
Газибаре (серб. Газибаре / Gazibare) — село в общине Вишеград Республики Сербской Боснии и Герцеговины. Население составляет 14 человек по переписи 2013 года.

## Население[3]
По данным на 1991 год, в селе проживали 30 человек, все — бошняки.